# Repatriëring
Repatriëring (Latijn: re = "wederom, terug",  patria = "vaderland") is letterlijk: naar het vaderland terugkeren. Dikwijls wordt hiermee bedoeld het terugkeren uit overzeese gebiedsdelen, hetzij levend, hetzij dood. Als het een overleden persoon betreft, is het bedoeld om de uitvaart in het eigen land te doen plaatsvinden.

## Incidentele en structurele repatriëring
Repatriëren kan een incidenteel karakter hebben, en dan kan het voor één -de repatriant- of meerdere personen nodig zijn. In geval van ziekte of een ongeluk tijdens verblijf in het buitenland, wordt/worden de slachtoffers gerepatrieerd indien het hun mogelijk is te reizen: bekend zijn de gipsvluchten tijdens wintersportvakanties. Deze worden meestal georganiseerd door alarmcentrales in samenwerking met een luchtvaartmaatschappij. 
Structurele repatriëring vindt plaats om politieke en/of militaire redenen. Grotere aantallen mensen moeten soms snel uit veiligheidsoverwegingen worden gerepatrieerd uit gebieden in oorlogssituaties, of omdat zij op politieke, etnische of andere groepsgebonden gronden niet langer welkom of handhaafbaar zijn in het vreemde land.

## Geschiedenis
Repatriëring is van alle eeuwen, maar een aantal voorbeelden is zeer bekend geworden. Een daarvan is de repatriëring van Indische Nederlanders. Daarbij gaat het vaak om repatriëring in ruimere zin. Dan hebben de gerepatrieerden het land van aankomst zelf nog nooit gezien; wel zijn hun voorouders veelal uit dat land afkomstig, waardoor de verhuizing toch als een "terugkeer" kan worden gevoeld, dus als een re-patriëring. Deze verbondenheid met het moederland komt soms al tot uiting in het tweede (koloniale, nederzettings-)land waarin men opgroeide. Het taalgebruik kan van dit gevoel blijk geven. Zo was het mogelijk dat een Australische in Nevil Shutes On the Beach zei: I've never been Home. ("Ik ben nooit Thuis geweest" — bedoeld werd: in Engeland). En in de tijd dat de kolonie Nederlands-Indië nog bestond, werd gezegd dat iemand "in patra was achtergebleven" of "met verlof naar patria was gezonden": Nederland.

### Repatriëring in engere zin
- Films die de Vietnamoorlog en de nasleep ervan behandelen, laten, vaak dramatische, beelden zien van de repatriëring van Amerikaanse militairen, alsook van de scheiding tussen hen en hun geliefden, als het die laatsten niet lukte te worden meegenomen.
- Begin jaren 1990 konden vluchtelingen uit Moiwana (Suriname) na een verblijf van vijf jaar in Frans-Guyana langzamerhand worden gerepatrieerd.

### Repatriëring in ruimere zin
- Begin 19e eeuw wilde de "Society for the Colonization of Free People of Color of America” zwarte en gekleurde Afrikanen vanuit Amerika naar West-Afrika repatriëren. Rond 1820 resulteerde dit in het ontstaan van een Afrikaanse staat die niet toevallig Liberia (ongeveer: "Vrijheid") heette.
- In 1953 werden vierhonderd Javaanse gezinshoofden met hun gezinnen uit Suriname gerepatrieerd; zij kwamen op 4 januari 1954 met het MS “Lengkoeas" op West-Sumatra aan.
- In 1958 werden 35.000 (Indische) Nederlanders uit Indonesië naar Nederland gerepatrieerd, als afsluiting van een proces dat al kort na de Tweede Wereldoorlog op gang was gekomen.
- Bij de stichting van de staat Israël, na de Tweede Wereldoorlog, kan men van een repatriëring op nog veel langere termijn spreken; veelal waren de terugkerenden, in hun voorouders, immers al millennia geleden uit het land van terugkomst verdreven.

### Repatriëring van menselijke resten uit een koloniale context
In het kader van het actuele postkoloniale debat dat in Nederland en andere voormalige koloniale machten wordt gevoerd, groeit de behoefte aan beleid voor de teruggave van menselijke resten die tijdens het koloniale tijdperk door grafroof of op andere wijze in musea en andere instituten zijn terechtgekomen. In het najaar van 2020 bracht de Raad voor Cultuur een adviesrapport uit, waarin ook aan dit punt aandacht werd besteed.

### Driehoeksrepatriëring
In nog ruimere zin van het woord kan men van repatriëring spreken als de gerepatrieerden of geëvacueerden niet worden teruggebracht naar het land van herkomst (of dat nu hun land of dat van hun voorouders was), maar naar een derde land. Dit is kenmerkend het geval als mensen wier voorouders uit een voormalige kolonie afkomstig waren, in een andere kolonie zijn gevestigd. De eerste kolonie verkreeg onafhankelijkheid van het kolonialiserende land, en tegelijkertijd of later werd ook de tweede kolonie onafhankelijk. Dit betekende dat de gevestigden niet naar het eigenlijke land van herkomst terug konden. Zo vindt men thans Hindoes in Nederland: hun voorouders waren uit Brits-Indië of omringende landen naar Suriname gehaald, en zelf kwamen zij vandaar in Europa terecht. In Engeland, maar ook in Portugal vindt men mensen van Indiase komaf die zelf in Afrika zijn geboren.